# Aignes-et-Puypéroux
Aignes-et-Puypéroux korábbi község Franciaországban, Charente megyében. Lakosainak száma 244 fő (2018. január 1.). Aignes-et-Puypéroux Chadurie, Charmant, Chavenat, Montmoreau-Saint-Cybard, Pérignac, Boisné-La Tude és Saint-Amant-de-Montmoreau községekkel határos.
2017. január 1-jén négy másik korábbi községgel egyesült és az így létrejött Montmoreau új község része lett.

## Népesség
A település népességének változása:
| Lakosok száma | 325  | 286  | 244  | 263  | 269  | 262  | 270  | 259  | 249  | 244  |
|               | 1968 | 1975 | 1982 | 1990 | 1999 | 2011 | 2013 | 2015 | 2017 | 2018 |